# Bibliothèque cantonale thurgovienne
 (janvier 2022).
Si vous disposez d'ouvrages ou d'articles de référence ou si vous connaissez des sites web de qualité traitant du thème abordé ici, merci de compléter l'article en donnant les références utiles à sa vérifiabilité et en les liant à la section « Notes et références ».
La Bibliothèque cantonale thurgovienne (BCT) met à disposition d’un large public des informations et média de toute sorte. Sa mission est la mise en valeur de la littérature régionale thurgovienne. L’utilisation de la Bibliothèque cantonale est ouverte à toute la population. 
La bibliothèque est un élément important de la vie culturelle du canton de Thurgovie et contribue à la fois à l’encouragement du travail scientifique, à la formation générale, à l’enseignement et aux études ainsi qu’aux loisirs des adultes et jeunes.

## Historique
En tant que pure bibliothèque administrative du nouveau canton de Thurgovie, la Bibliothèque cantonale a été fondée en 1805. Au cours du XIXe siècle, elle est devenue petit à petit une institution publique et passait finalement pour une bibliothèque municipale et cantonale.
La BCT a été divisée en 1983 en deux parties : la section en libre accès, avec ses 16 000 documents, a assumé aussi la fonction de bibliothèque municipale de Frauenfeld. L’autre section est devenue une bibliothèque d’études scientifique. Avec la restauration en 2004, la section en accès libre et la bibliothèque d’études ont été regroupées de nouveau ; depuis 2005, elle est une bibliothèque de formation et d’études moderne.

## Fonds
Les fonds de la BCT consistent en 250 000 ouvrages littéraires, 500 périodiques vivants (journaux et magazines) ainsi qu’en environ 2 000 manuscrits et incunables. Elle met également à disposition une large offre de CD, vidéo et cassettes audio. La littérature couvre tous les domaines, mais la collection centrale de la bibliothèque est la littérature régionale thurgovienne, nommée les Thurgoviana. En tant que bibliothèque cantonale, elle a pour mission de conserver la littérature concernant le canton ou écrite par des auteurs thurgoviens.

## Catalogue
Le catalogue électronique de la Bibliothèque cantonale de Frauenfeld répertorie en plus de ses propres fonds aussi les collections des offices cantonaux de l’administration ; il contient environ 100 000 titres. 